# 后髮星團
后髮星團位於后髮座，在P. J. Melotte編輯的星團目錄中，給定的名稱是梅洛特111（Melotte 111）。這是在銀河系內的一個小疏散星團，大約有40顆較亮的恆星（視星等5-10等）有著相同的自行。依巴谷衛星和紅外顏色-星等圖的擬合已被用來建立星團群聚中心的距離大約是86秒差距（280光年）。這個距離也獲得獨立分析的認同，從而使這個星團成為宇宙距離尺度上重要的一階。這個星團的距離大約是畢宿星團的兩倍，覆蓋了天球上超過7.5度的範圍。這個星團的年齡大約是4億5千萬年，在優質雙筒望遠鏡的視野中，這個星團的恆星都可以同時被看見。在星團升起來的階段，集團中最亮的那些恆星可以辨認出鮮明的V字形。
這個星團原本是代表著獅子座的獅子尾巴，但是傳說在西元前240年左右，托勒密三世將他改稱為埃及女王貝勒尼基二世奉獻給天神的頭髮，並重新命名。

## 圖集

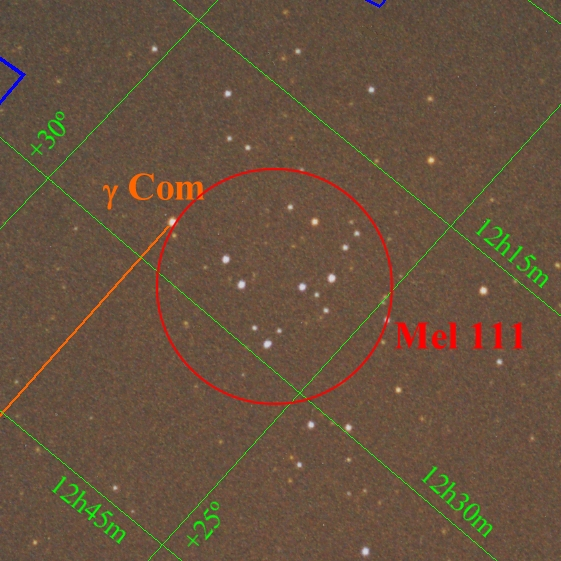
標示出名稱的后髮星團。
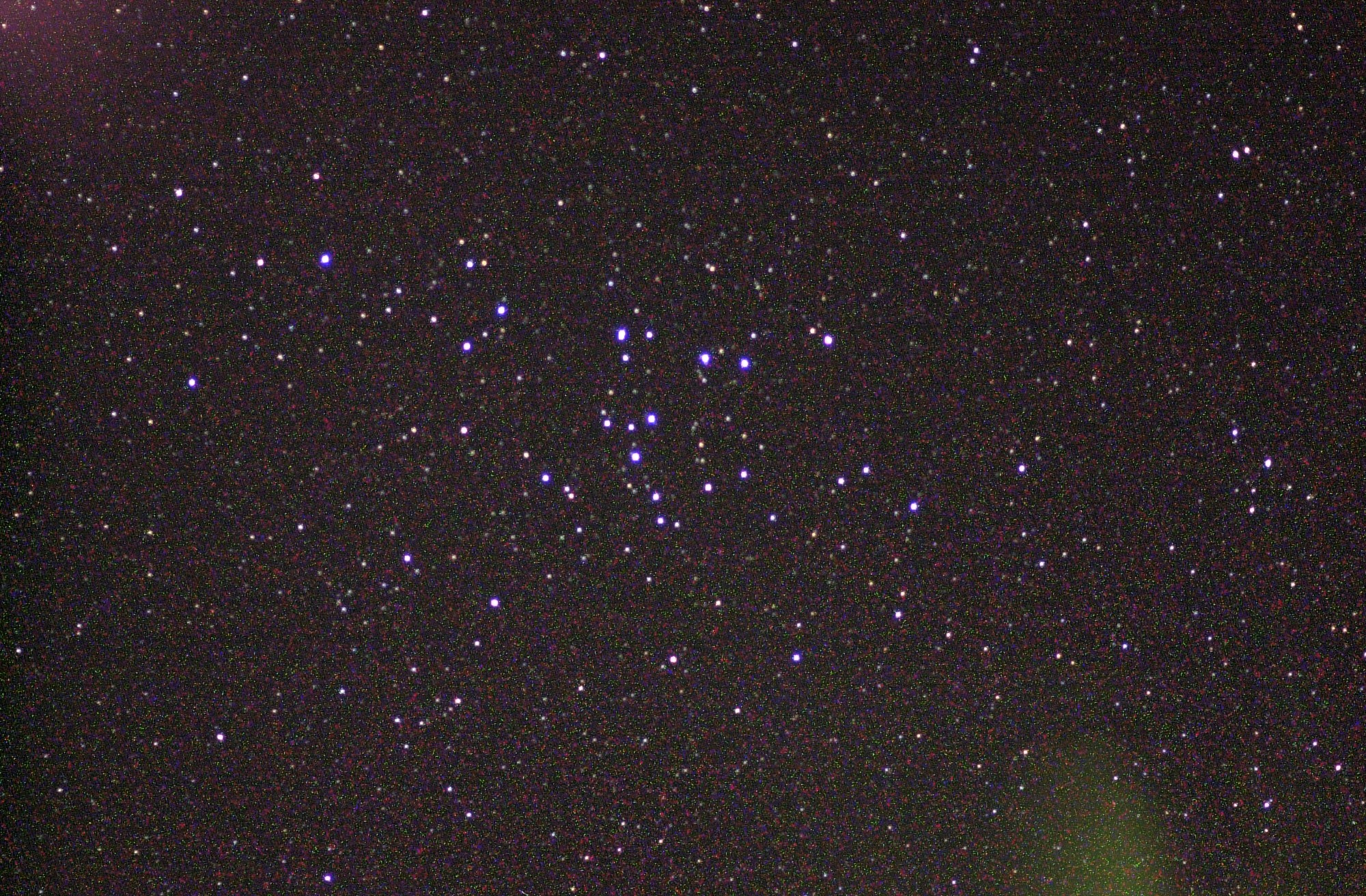
某位在國際太空站上的太空人拍攝的后髮星團。

## 外部連結
- 维基共享资源上的相關多媒體資源：后髮星團
- WEBDA page for open cluster Coma Ber（页面存档备份，存于） by Masaryk University